# Pieve di Cannobio
La pieve di Cannobio o pieve di San Vittore era il nome di un'antica pieve dell'arcidiocesi di Milano e del ducato di Milano con capoluogo Cannobio.
Il patrono era san Vittore, a cui è ancora oggi dedicata la chiesa prepositurale di Cannobio.

## Storia
Uno statuto del borgo e della pieve di Cannobio è attestato già nel 1207. La sua autorità si estendeva sulla Valle Cannobina, su Brissago, Cannero, Trarego Viggiona, Pino, Tronzano e uniti, Campagnano e Veddasca. Non deve stupire il collegamento con località dell'altra sponda del Verbano: nel Medioevo le comunicazioni via acqua, specie se agevoli come nel caso lacustre, erano tecnicamente più facili, e molto più sicure quanto all'incolumità dei viaggiatori, rispetto ai dissestati e perigliosi percorsi terrestri. Nel 1342 la pieve di sottopose spontaneamente a Luchino Visconti, divenendo una ripartizione locale della Provincia del Ducato di Milano seppur in un territorio più limitato, i centri orientali d'oltre Verbano essendo stati inclusi nella pieve di Val Travaglia, anche se religiosamente rimasero cannobine Tronzano, Bassano, Pino e, fino al 1519, Campagnano.
La pieve amministrativa trovò la sua fine a causa della guerra di successione austriaca, durante la quale il trattato di Worms (1743) sancì la cessione dei territori a ovest del Lago al Piemonte in ringraziamento per la sua proficua alleanza con l'Austria. 
Per quanto riguarda la pieve ecclesiastica, l'essere a quel punto separata da Milano dal confine di Stato tra Piemonte e Austria fece sì che si rendesse necessaria una nuova riforma anche per la diocesi. Nel 1817, quindi, con la bolla Cum per nostras litteras, Pio VI la trasferì, insieme alla pieve di Arona, alla Diocesi di Novara, mentre più tardi, nel 1884, Brissago fu portata nella neocostituita diocesi di Lugano.

## Rito
Facendo parte della diocesi di Milano fino al 1817, le parrocchie della pieve seguivano il rito ambrosiano. In seguito alla bolla del 1817, tuttavia, il vescovo di Novara Giuseppe Morozzo impose alle nuove parrocchie a lui soggette il rito romano. Questa scelta portò grande scontento tra la popolazione, che arrivo a disertare le funzioni religiose e a inviare numerosi ricorsi alla Santa Sede. Nonostante queste proteste si continuò a seguire il rito romano, fin quando il sinodo diocesano del 1990 ha ripristinato integralmente il rito ambrosiano in tutte le parrocchie della vecchia pieve.

## Territorio
All'inizio dell'Ottocento, il territorio della pieve era così suddiviso:
| Pieve civile   | Pieve civile                                                           | Pieve ecclesiastica                     | Pieve ecclesiastica                             |
| Comune         | Passaggi amministrativi                                                | Parrocchia                              | Passaggi diocesani                              |
| -------------- | ---------------------------------------------------------------------- | --------------------------------------- | ----------------------------------------------- |
| Cannobio       | 1743: passaggio alla viceintendenza di Pallanza, del Regno di Sardegna | San Vittore                             | 1817: passaggio alla diocesi di Novara          |
| Cannobio       | 1743: passaggio alla viceintendenza di Pallanza, del Regno di Sardegna | San Giacomo (Socraggio)                 | 1817: passaggio alla diocesi di Novara          |
| San Bartolomeo | 1743: passaggio alla viceintendenza di Pallanza, del Regno di Sardegna | Vergine Annunziata e San Bartolomeo     | 1817: passaggio alla diocesi di Novara          |
| Sant'Agata     | 1743: passaggio alla viceintendenza di Pallanza, del Regno di Sardegna | Sant'Agata                              | 1817: passaggio alla diocesi di Novara          |
| Traffiume      | 1743: passaggio alla viceintendenza di Pallanza, del Regno di Sardegna | Purificazione della Beata Vergine Maria | 1817: passaggio alla diocesi di Novara          |
| Cavaglio       | 1743: passaggio alla viceintendenza di Pallanza, del Regno di Sardegna | San Donnino                             | 1817: passaggio alla diocesi di Novara          |
| Cavaglio       | 1743: passaggio alla viceintendenza di Pallanza, del Regno di Sardegna | Madonna Assunta (Gurrone)               | 1817: passaggio alla diocesi di Novara          |
| Spoccia        | 1743: passaggio alla viceintendenza di Pallanza, del Regno di Sardegna | Santa Maria Maddalena                   | 1817: passaggio alla diocesi di Novara          |
| Orasso         | 1743: passaggio alla viceintendenza di Pallanza, del Regno di Sardegna | San Materno                             | 1817: passaggio alla diocesi di Novara          |
| Cursolo        | 1743: passaggio alla viceintendenza di Pallanza, del Regno di Sardegna | Sant'Antonio Abate                      | 1817: passaggio alla diocesi di Novara          |
| Gurro          | 1743: passaggio alla viceintendenza di Pallanza, del Regno di Sardegna | Natività di Maria Vergine               | 1817: passaggio alla diocesi di Novara          |
| Falmenta       | 1743: passaggio alla viceintendenza di Pallanza, del Regno di Sardegna | San Lorenzo                             | 1817: passaggio alla diocesi di Novara          |
| Falmenta       | 1743: passaggio alla viceintendenza di Pallanza, del Regno di Sardegna | San Pietro (Crealla)                    | 1817: passaggio alla diocesi di Novara          |
| Viggiona       | 1743: passaggio alla viceintendenza di Pallanza, del Regno di Sardegna | San Maurizio                            | 1817: passaggio alla diocesi di Novara          |
| Trarego        | 1743: passaggio alla viceintendenza di Pallanza, del Regno di Sardegna | San Martino                             | 1817: passaggio alla diocesi di Novara          |
| Cannero        | 1743: passaggio alla viceintendenza di Pallanza, del Regno di Sardegna | San Giorgio martire                     | 1817: passaggio alla diocesi di Novara          |
| Cannero        | 1743: passaggio alla viceintendenza di Pallanza, del Regno di Sardegna | San Bernardo (Oggiogno)                 | 1817: passaggio alla diocesi di Novara          |
| Brissago       | 1521: passaggio alla Confederazione Elvetica                           | San Pietro e Paolo                      | 1884: passaggio alla diocesi di Lugano          |
| Pino           | 1743: passaggio alla pieve di Valtravaglia                             | Santi Quirco e Giulitta                 | 1817: passaggio alla pieve di Valtravaglia      |
| Tronzano       | 1743: passaggio alla pieve di Valtravaglia                             | San Rocco                               | 1817: passaggio alla pieve di Valtravaglia      |
| Tronzano       | 1743: passaggio alla pieve di Valtravaglia                             | Santa Maria Assunta (Bassano)           | 1817: passaggio alla pieve di Valtravaglia      |
| Campagnano     | 1519/1529: passaggio alla pieve di Valtravaglia                        | San Martino                             | 1519/1529: passaggio alla pieve di Valtravaglia |